# Lionhead Studios
Lionhead Studios var ett brittiskt datorspelsföretag grundat av Peter Molyneux år 1997. Företaget köptes år 2006 av Microsoft och lades ner 2016.

## Ludografi
| Speltitel                           | Datum | Format                          |
| ----------------------------------- | ----- | ------------------------------- |
| Black & White                       | 2001  | Microsoft Windows, Mac OS       |
| Black & White: Creature Isle        | 2002  | Microsoft Windows, Mac OS       |
| Fable                               | 2004  | Xbox                            |
| Fable: The Lost Chapters            | 2005  | Microsoft Windows, Mac OS, Xbox |
| Black & White 2                     | 2005  | Microsoft Windows, Mac OS       |
| The Movies                          | 2005  | Microsoft Windows, Mac OS       |
| Black & White 2: Battle of the Gods | 2006  | Microsoft Windows, Mac OS       |
| The Movies: Stunts & Effects        | 2006  | Microsoft Windows, Mac OS       |
| Fable II                            | 2008  | Xbox 360                        |
| Fable III                           | 2010  | Microsoft Windows, Xbox 360     |
| Fable: The Journey                  | 2012  | Xbox 360                        |